# Santiago Izaguirre
Santiago Izaguirre (Olavarría, Argentina, 30 de julio de 1994) es un futbolista argentino. Juega de defensa y su equipo actual es Racing de Olavarría de la LFO Liga de Fútbol de Olavarría.

## Trayectoria

### Tigre
Debutó en Tigre el 14 de agosto de 2015 en el estadio Mario Kempes vs Belgrano en la derrota 1-0.

## Clubes
| Club                | País      | Año         |
| ------------------- | --------- | ----------- |
| Tigre               | Argentina | 2014 - 2016 |
| Brown de Adrogué    | Argentina | 2016        |
| Tigre               | Argentina | 2016 - 2018 |
| Cipolletti          | Argentina | 2018        |
| Racing de Olavarría | Argentina | 2018 - 2021 |
| Ciudad Bolivar      | Argentina | 2021        |
| Racing de Olavarría | Argentina | 2022 - Act. |